# Rosa Malagueta
Rosa Maria Santos Martins, conhecida por Rosa Malagueta (Benjamin Constant, 1 de agosto de 1968) é uma atriz e humorista brasileira.
É conhecida principalmente por interpretar o personagem Maria, uma cabocla amazonense que sempre está presente no horário político do Amazonas, assim como em vários comerciais e campanhas publicitárias de Manaus. A atriz atua em vários espetáculos no estado, e esteve no elenco do filme A Festa da Menina Morta (2008), o primeiro longa-metragem dirigido pelo ator Matheus Nachtergaele. Esteve na telenovela A Força do Querer, de Glória Perez, onde interpretou a  paraense Neide.

## Carreira
Nascida no então distrito de Tabatinga, pertencente a Benjamin Constant, no interior do estado do Amazonas, Rosa Malagueta tem mais de 30 anos de carreira artística. Seu primeiro espetáculo foi "O Quati Papa-Ovo", que estreou em 1984, um ano após ela iniciar seus estudos em teatro no curso A arte de atuar, ministrado por Wagner Melo. A partir de 1990, passa a integrar a Companhia de Teatro Pombal, onde participou de diversos espetáculos teatrais, como Teia Teatro, Casa de Brinquedos, Auto de Natal, Amanosmente e Chuva Espacial, passando também pela Companhia Apareceu a Margarida, no fim dos anos 90.
Em 2001, Rosa Malagueta desenvolveu seu primeiro monólogo, "Cuidado com o Lalau", escrito por Rogélio Casado. Também é escalada para outros espetáculos, como O Baile de Carnaval, como convidada pela Companhia de Teatro Arte&Fato, Feliz Ano Novo, O Namoro da Estrela do Mar, Caristone e a Real Loucura do Ser, pela Companhia Lingua de Trapo. Em seu grupo, "Pintando o Sete", Rosa Malagueta desenvolveu alguns textos, como As Aventuras de Curupira e Caipora, O Sequestro da Família Addams e Dona Maria.  
Algum tempo depois, em 2003, estende suas atividades para o cinema e televisão. Esteve no elenco do filme "Papa, Rua, Alguém", de 2003, onde contracenou com o ator Shelton Reston, e atuou como figurante na telenovela Encontro com o Passado, dirigida por Reinado Boury. A atriz é mais conhecida por sua personagem Maria, par romântico de Raimundo, interpretado por Kid Mahall. O casal atuou com os personagens em campanhas políticas no Amazonas, além de trabalhos publicitários para diversas empresas do estado, como Escabiderme, Jaba Muirakitã, Drogarias Avenidas, Supermercados DB, Supermercados 2 Irmãos, Amazonas da Sorte, Camabrás e Moto Honda. Ainda no cinema, participou de outras produções como os curta-metragens A Bala (2003), O Sonho (2004), Vai que Dá (2005), Use Camisinha (2005), Bingo (2005), Bota Fora 2 (2006), Tal Pai, Tal Filho (2006) e A Paciência de Joelma (2006). Também esteve no longa-metragem Aviadores (2009), do diretor Augusto Goldman e um de seus trabalhos mais notáveis foi no filme A Festa da Menina Morta, de 2009, dirigido por Matheus Nachtergaele.
Rosa Malagueta especializou-se em figurinos, direção de espetáculos, maquiagem, cenografia, sonoplastia, projetos culturais, roteiros e canto pela Fundação Getúlio Vargas. Estudou teledramaturgia na Fundação Rede Amazônica e Teatro e Cinema na Casa do Movimento Afro, no Rio de Janeiro. Apresentou-se em várias cidades do Amazonas, além de participações nos estados do Acre, Pernambuco, Distrito Federal, Maranhão e Ceará. Também participou do Festival de Película e Cênica de Cuba, em Havana, capital do país.

## Filmografia

### Filmes
- A Bala (2003)
- Papa, Rua, Alguém (2003)
- O Sonho (2004)
- Vai que Dá (2005)
- Use Camisinha (2005)
- Bingo (2005)
- Bota Fora 2 (2006)
- Tal Pai, Tal Filho (2006)
- A Paciência de Joelma (2006)
- Aviadores (2009)
- A Festa da Menina Morta (2009) - Malagueta
- O adeus do comandante de Milton Hatoum 2019

### Televisão
| Ano  | Título            | Papel | Nota       |
| ---- | ----------------- | ----- | ---------- |
| 2017 | A Força do Querer | Neide | Rede Globo |

## Teatro
- O Quati Papa-Ovo (1984)
- Teia Teatro (anos 90)
- Casa de Brinquedos (anos 90)
- Auto de Natal (anos 90)
- Amanosmente (anos 90)
- Chuva Espacial (anos 90)
- A Fada dos Bosques (1998)
- João e Maria (1999)
- Os Hipócritas (2000)
- Capitão Hook e Peter Pan na Virada do Milênio (2001)
- Cuidado com o Lalau (2001)
- O Baile de Carnaval (2002)
- Feliz Ano Novo (2002)
- O Namoro da Estrela do Mar (2002)
- Caristone (2002)
- Real Loucura do Ser (2002)
- Gabriel Dragon (2003)
- Serpente (2003)
- Guerra dos vilões e a morte de Filomena ? (2014)[6]